# Derbi Canario
O Dérbi Canário é um clássico de futebol realizado entre o Tenerife e o Las Palmas, os principais clubes do arquipélago das Canárias.
Em sua história, foram disputados 61 clássicos, sendo o Las Palmas a equipe que mais venceu: 24, contra 15 triunfos dos Blanquiazules. O Dérbi ainda conta com 23 empates. O Las Palmas é também quem possui o melhor ataque na história do clássico: 74 gols, enquanto o Tenerife balançou as redes de seu rival 61 vezes.
Na Primeira Divisão, o Dérbi foi realizado apenas 2 vezes, enquanto que na Segunda Divisão foram 34 jogos.